# Понсе, Серхио
Серхио Амаури Понсе Вильегас (исп. Sergio Amaury Ponce Villegas; род. 13 августа 1981 года в Тепике, Мексика) — мексиканский футболист, играющий на позиции правого полузащитника.

## Карьера

### Клубная
Понсе начинал карьеру футболиста в команде «Толука». В чемпионате Мексики он дебютировал 11 августа 2001 года в игре против «Монтеррея», которая закончилась вничью. Мексиканец выступал за красных дьяволов до 2008 года. За это время он вместе с клубом трижды становился победителем Апертуры: в 2002, 2005 и 2008 годах. Сезон 2008 получился для Серхио наиболее результативным: игрок провёл в Апертуре 34 матча, забил 6 голов, в том числе в финальной встрече с «Крус Асуль».
В декабре 2008 года Понсе перешёл в «Гвадалахару». Первый гол в составе нового коллектива он забил уже в январе 2009 года, играя против «Америки» из Мехико. В том же году полузащитник принял участие в Интерлиге, где в итоге его команда одержала в финале победу над «Монаркас Морелия». 26 февраля 2009 года в рамках Кубка Либертадорес «Гвадалахара» разгромила чилийский «Эвертон» 6:2, причём Серхио открыл счёт на 18 минуте. Всего же за Чивас мексиканский футболист играл до начала 2010 года. После этого он начал ездить по арендам в различные мексиканские команды. Игрок побывал в таких футбольных клубах, как «УАНЛ Тигрес», «Сан-Луис» и «Керетаро». Играя за последний коллектив, 22 апреля 2012 года мексиканец в матче против своей родной «Толуки» сделал две голевые передачи, в итоге та встреча завершилась со счётом 2:2.
2 июля 2012 года Понсе подписал контракт с клубом «Атлас».

### В сборной
В 2004 году в составе олимпийской сборной Мексики Серхио Понсе поехал на летние Олимпийские игры. В футбольном турнире ему довелось сыграть два матча группового этапа: с Мали и Грецией. Обе игры Понсе начинал со скамейки запасных. К сожалению, Мексика не смогла выйти из группы А, заняв лишь третье место в таблице.
В 2008 году мексиканский полузащитник отыграл две товарищеские встречи в составе национальной сборной: против Китая и Аргентины.